# Julio César Cadena
Julio César Cadena Villegas (* Fusagasugá, 29 de agosto de 1963) es un exciclista colombiano, profesional entre 1987 y 1994, cuyo mayor éxito deportivo lo logró en la Vuelta a España, donde conseguiría una victoria de etapa en la edición de 1992. 

## Palmarés
| 1986 - Ronde d'Isard 1990 - 1 etapa en el G.P. Café de Colombia 1992 - 1 etapa en la Vuelta a España |

## Resultados en grandes vueltas y Campeonato del Mundo
| Carrera                      | 1987 | 1988 | 1989 | 1990 | 1991 | 1992 | 1993 | 1994 |
| ---------------------------- | ---- | ---- | ---- | ---- | ---- | ---- | ---- | ---- |
| Tour de Francia              | 46.º | 42.º | 76.º | -    | -    | -    | -    | 85.º |
| Giro de Italia               | -    | -    | 33.º | -    | -    | -    | 51.º | -    |
| Vuelta a España              | -    | 57.º | -    | Ab.  | -    | 30.º | -    | 49.º |
| Campeonato del Mundo en ruta | -    | -    | -    | -    | -    | -    | -    | -    |